# Lata (góra)
Lata – najwyższa góra Taʻū – wyspy leżącej w dystrykcie Manuʻa. Jej szczyt znajduje się na wysokości 966 m n.p.m. (3169 stóp). Jest to najwyższy punkt Samoa Amerykańskiego.